# 轟炸北韓行動
在韓戰期間，聯合國軍的空軍於1950至1953年在北韓境內展開次數頻密且廣泛的轟炸行動。這是自1947年以來美國陸軍航空軍成立以來美國空軍發動的第一次大規模轟炸行動。在行動期間，諸如燃燒彈和凝固汽油彈等常規武器幾乎將北韓所有的城鎮摧毀，據估算北韓境內約有85%的建築物在此次轟炸行動當中被炸毀。
據統計，聯合國軍的空軍在此次行動當中共計在北韓境內投下63.5萬噸炸彈，其中包含32557噸的凝固汽油彈，北韓媒體朝鮮中央通訊社則報道美國在整個轟炸北韓行動當中有投下將近60萬噸的炸彈和凝固汽油彈，投放的爆炸物重量相當於美國在太平洋戰爭的3.7倍。相比之下，美軍在二戰歐洲戰場總計投下160萬噸炸彈，在二戰太平洋戰場總計投下50萬噸炸彈，其中16萬噸投放在日本本土當中亦包括在內。也正因此次事件，北韓與柬埔寨、老撾、越南同列爲歷史上遭受轟炸最嚴重的國家。

## 事件背景
從韓戰開戰的1950年6月至1950年9月期間，北韓政府領導的朝鮮人民軍勢如破竹，將朝鮮半島的絕大多數區域占領，朝鮮人民軍也在此期間將美國軍隊和南韓軍隊幾乎擊潰。後來聯合國軍於1950年9月15日在仁川的北韓軍隊防綫後方登陸增援美國和南韓軍隊，迫使朝鮮人民軍向北方撤退，使得北韓方面喪失優勢。而當中國軍隊於1950年10月19號加入戰局當中之後，局勢再次發生轉變。得到中國增援的北韓軍隊致使聯合國軍處於劣勢，後者在1951年1月2號從戰場全綫撤退。
值得一提的是，在整個轟炸北韓行動期間，美國國務院出於憂患考量，並未對中國和北韓邊境之間的區域進行轟炸。

## 精準轟炸行動
1950年6月和10月期間，美國遠東空軍派遣B-29轟炸機對北韓的的交通中心和工業中心進行大規模空襲行動。遠東空軍通過在空中打擊地面的朝鮮人民軍航空與反航空軍，在幾乎沒有遇到任何抵抗的情況下取得北韓上空的制空權，並稱「北韓上空是聯合國軍的安全前哨」。
對北韓第一次轟炸的方案是在遠東空軍的總司令喬治·斯特拉特邁耶的提議下，道格拉斯·麥克阿瑟將軍於1950年6月29號批准通過的。同日，麥克阿瑟亦趕在美國總統哈里·杜魯門下令之前，下令將空襲轟炸行動拓展至北韓全境，但這條命令在次日才於東京收到。
出於二戰之後經各國商討之後建立的方針，且美軍也認爲轟炸平民設施是枉費精力以及極度不道德的行爲的情況原因。因此，在行動期間，美軍進行精準轟炸的北韓設施主要是諸如火車站、鐵路、指揮處等各種聯絡通訊中心，以及對可以爲戰爭支援且至關重要的工業設施進行精確轟炸。
在1950年7月初期，指揮官埃米特·奧唐奈請求用燃燒彈轟炸北韓五個城市的許可，他亦倡議麥克阿瑟複用在聯合國軍當中推行美軍在太平洋戰場「使日本屈服」的燃燒彈投放方法。在轟炸就緒之時，美國也會向北韓軍隊領導人發出「讓婦女、兒童和其他與戰鬥無關的人員離開」的通告。根據奧唐奈的說法，麥克阿瑟對此作出的回應是：「不行……我還不想讓戰爭發展到這個境地。我下達的指令已經足夠明瞭，但是，你需要知道一點：對於轟炸敵方軍隊以及用高爆炸藥精準轟炸事先擬定的五個北韓工業城市當中的目標，我是沒有任何內疚之感。但倘若你誤炸目標以外的地方，且造成平民傷亡抑或是損毀未指定轟炸設施，那我只能說，這是戰爭當中殘酷的一部分。」
1950年9月，麥克阿瑟在一份遞交聯合國的公開報告當中這樣寫道：如何在戰爭中盡量避免殺害無辜平民和損害民生經濟，這個一個亟待解決並引起我的個人關注的問題。
翌月，遠東空軍的指揮官斯特拉特邁耶請求在沒有任何事先通告的情況下，美軍通過投放燃燒彈和高爆炸藥的方式，從空中轟炸當時人口爲6萬的北韓城市新義州。麥克阿瑟這樣回應：「除非是軍事形勢明確需要這種攻擊，反之在白宮制定總攻擊計劃當中，這樣的攻擊是被否定的。而就當下形勢來看，情況尚未發展至需要無通告執行轟炸任務的必要。」
即便美方已經通過精準轟炸行動最大限度地減少北韓平民的傷亡，但是北韓方面仍然有大量平民死傷報告釋出。根據軍事分析家金泰宇的說法，之所以會出現「精準轟炸」和「大量平民死傷」的認知衝突，是因爲即便是採用「精準轟炸」的方式進行轟炸，其準確度仍舊偏低。根據遠東空軍的分析：在轟炸一個6.1米×150米的設施時，若要達到80%的命中率，至少需要投放209枚炸彈進行轟炸。況且多數「精準轟炸」的炸彈在人口稠密區域進行投放，即便計劃轟炸的設施很少，但鑒於人口的稠密程度以及實際轟炸的精準度，著實存在出現大量平民傷亡的情況的可能性。

## 燃燒彈轟炸行動

### 行動過程

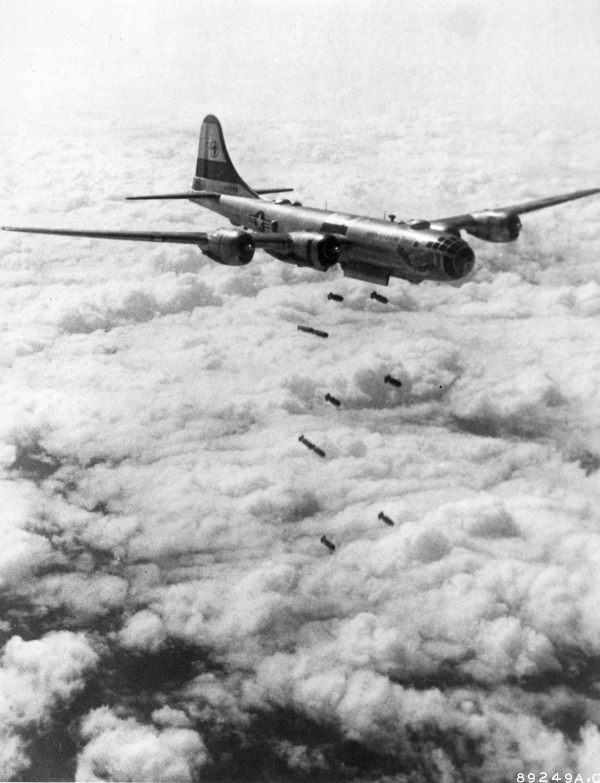
1951年8月，一架B-29轟炸機正在北韓上空投放每枚450kg的炸彈進行轟炸。

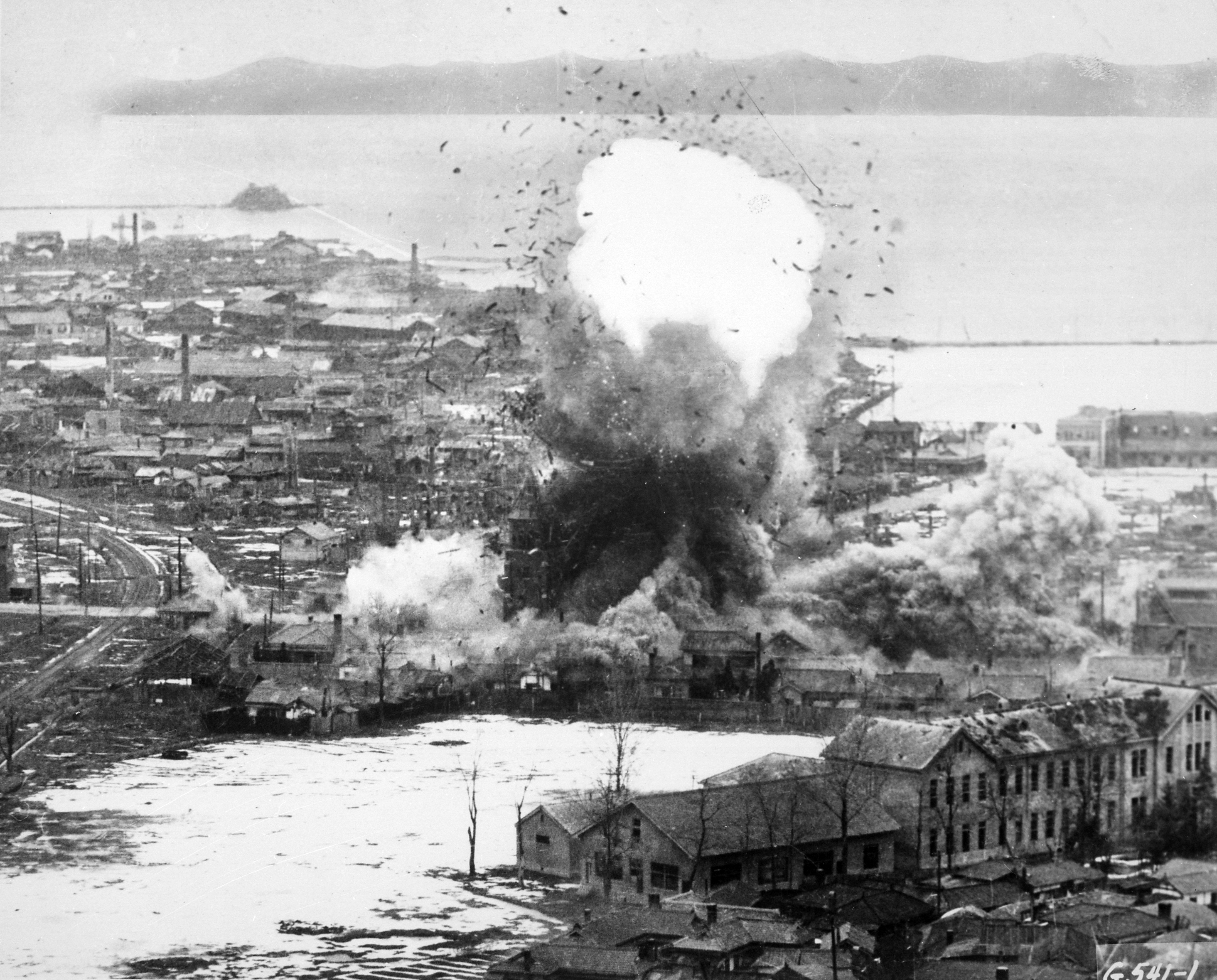
1951年，北韓城市元山被美軍第五航空隊轟炸時的景象。

1950年11月3號，遠東空軍的指揮官Stratemeyer向麥克阿瑟轉述第五航空隊司令厄爾·帕特里奇「火燒新義州」的請求許可。而如同此前1950年7月和1950年10月一樣，麥克阿瑟再次拒絕其請求，並稱新義州的設施可以爲佔領之後所用。但是，在當日的會議上，麥克阿瑟首次同意遠東空軍指揮官Stratemeyer在江界和其他幾個北韓城市投放燃燒彈的請求。
| “                                    | 只要你願意，你即刻可以在這些地方進行燃燒彈轟炸，讓這些城市處於火海當中。不僅如此，只要你Stratemeyer認爲這座城市對於敵人而言有價，你亦可以進行燃燒彈轟炸。我們需要給敵人好好上一課。 | ” |
| ——道格拉斯·麥克阿瑟，1950年11月3號。 | |   |

當晚麥克阿瑟的參謀長亦將燃燒彈轟炸新義州的請求批准告知遠東空軍指揮官Stratemeyer，後者在日記當中的指示總結如下：「當下，北韓境內的每一個基礎設施、廠房和村莊現在都成為軍事和戰略打擊目標。」爾後，遠東空軍指揮官Stratemeyer向第五航空隊和轟炸機隊下達命令：「轟炸北韓境內的每一處基礎設施、通訊站、廠房、城市與村莊。」
1950年11月5號，遠東空軍指揮官Stratemeyer再次向第五航空隊將領下達命令：「第五航空隊的機群會將所有事先設定轟炸的目標摧毀，可供庇護的建築物亦包含在轟炸範圍內。」就在同一日，第五航空隊出動29架次B-29轟炸機前往北韓城市江界執行轟炸行動，並造成江界有75%的建築物在此次轟炸行動當中損毀。

### 北韓報道的損壞程度
根據朝鮮中央通訊社的報道，因爲美國的轟炸北韓行動，造成的損失如下：
| 被轟炸建築類別 | 建築物損毀數目（萬） | 單位 |
| -------------- | -------------------- | ---- |
| 企業           | 5.0941               | 家   |
| 學校           | 2.8632               | 所   |
| 醫療設施       | 0.4534               | 所   |
| 科研機構       | 0.0579               | 所   |
| 出版與文化機構 | 0.8163               | 所   |
| 住宅           | 207.7266             | 棟   |
| 耕地           | 56.3755              | 町步 |
| 農田           | 15.5500              | 町步 |

### 美方評估的損壞程度
美軍在轟炸江界之後，又緊鑼密鼓地對其他北韓城市進行燃燒彈轟炸，這些城市隨後陷入一片火海當中。轟炸行動開始三個月之後，美國空軍對轟炸程度進行評估，結果如下：
| 轟炸城市名稱 | 建築物損毀率 |
| ------------ | ------------ |
| 楚山         | 85%          |
| 會寧         | 90%          |
| 熙川         | 75%          |
| 江界         | 75%          |
| 朔州         | 75%          |

1950年11月17號，麥克阿瑟將戰事告訴時任美國駐韓大使約翰·穆喬：「不幸的是，這片區域很快就會變成一片不毛之地。」麥克阿瑟所言的「這片區域」即爲「從美方佔領區陣地至北韓邊界」的整片地塊。
後續在1952年6月，美方爲在停戰談判期間保持「空中主導權」，於是遠東空軍第五航空隊選取78個北韓境內的村莊，派遣A-26「入侵者」攻擊機執行轟炸任務。
在韓戰結束之後，美國空軍對此次轟炸北韓行動當中轟炸的22個北韓主要城市進行損毀率評估，評估結果如下：
| 城市   | 建築物損毀率 |
| ------ | ------------ |
| 安州   | 15%          |
| 南浦   | 80%          |
| 定州   | 60%          |
| 海州   | 75%          |
| 咸興   | 80%          |
| 興南   | 85%          |
| 黃州   | 97%          |
| 江界   | 60%          |
| 軍隅   | 100%         |
| 松林   | 80%          |
| 茂山   | 5%           |
| 羅先   | 5%           |
| 平壤   | 75%          |
| 沙里院 | 95%          |
| 新安州 | 100%         |
| 新義州 | 50%          |
| 金策   | 50%          |
| 順安   | 90%          |
| 先鋒   | 5%           |
| 元山   | 80%          |

韓戰結束之後，美方的轟炸北韓行動幾乎將北韓境內所有的建築物摧毀殆盡。據韓戰被俘最高級別美國軍官，少將威廉·迪安所言，他所見的北韓城市和村莊不是僅存斷壁殘垣，就是白雪皚皚的荒蕪之地。美國國務院遠東事務助理國務卿迪安·魯斯克這樣總結美軍的轟炸行動：「北韓境內的一切都因轟炸而改變，磚塊與磚塊之間相互無規律地堆砌在一起。」
鑒於北韓境內的建築物在轟炸期間的損毀率，因此北韓的廠房、學校、醫院以及各級政府部門均被迫遷往地下。正因如此，在1950年11月的時候，北韓政府還號召北韓民衆建造防空洞和挖掘隧道，以緩解日趨嚴重的民衆住房問題。
北韓的首都平壤，在此次轟炸行動當中約有75%的建築被損毀。基於如此之高的建築物損毀比率，因此到轟炸後期，平壤幾乎沒有任何有轟炸價值的戰略目標，其轟炸行動亦漸趨停止。值得一提的是，美軍在最後幾次執行轟炸平壤的任務時，由於實在找不到可以轟炸的目標，只能轟炸平壤的人行天橋或將攜帶的炸彈棄之於海中。

### 國際方面評估的損壞程度
1951年5月，一個由東德、西德、中國和荷蘭組成的國際實況調研組前往北韓進行調研。調研結果顯示：北韓的城鎮幾乎毫髮無傷，但是北韓的村莊卻滿目瘡痍。
1951年8月，據戰地記者Tibor Meráy所言，他親眼目睹北韓從鴨綠江至平壤之間僅剩荒蕪的景象，北韓的城市已經不復存在。並且，他還稱他感覺自己身處月球之上，因爲滿眼望去只有荒蕪。

## 對北韓主要大壩的轟炸行動
自1952年6月以來，由於美軍的城鎮轟炸目標所剩無幾，因此美軍開始將轟炸的重心轉移至北韓的水力發電站和灌溉水壩。而這樣的行動使得北韓的農田大面積被淹，重創北韓的糧食產量。水力發電站的發電設施也成爲美軍後期執行一系列轟炸任務的轟炸目標。
1953年5月13號，隸屬於美軍第58戰鬥轟炸機編隊的20架F-84戰鬥機對禿山大壩展開轟炸行動，致使平壤700座建築和數千英畝的農田被隨即引發的洪水沖毀，平壤順安國際機場也因爲此次事件而被淹沒。且禿山大壩被美軍炸毀之後，所造成的洪水一直蔓延至禿山大壩的43公里開外。隨後在5月15號和5月16號，美軍亦派遣兩隊F-84轟炸機對茶山大壩進行轟炸。後續美軍也緊鑼密鼓地對九原嘉大壩、南石大壩、泰川大壩進行轟炸。由於北韓的這些水壩被美軍摧毀，隨之而來的洪水使得數百萬北韓民衆食不果腹。根據美國歷史學家查爾斯·阿姆斯特朗的說法，在此種情形下只有來自中國和蘇聯等社會主義國家出於人道主義的緊急救援方可在北韓境內避免大規模的饑荒產生。

## 事件死亡人數
根據朝鮮日報在2001年刊登來自蘇聯駐北韓大使兼首席軍事顧問拉祖瓦耶夫中將的一份報告當中估測，美軍發動的轟炸北韓行動共造成28.2萬北韓民衆喪生。

## 事件後續
美國歷史學家查爾斯·阿姆斯特朗曾表示，美軍發動的轟炸北韓行動對北韓後續的發展以及北韓民衆對於美國態度產生深遠、持久性的影響：
| “ | 對於北韓民衆而言，將近3年生活在美軍轟炸，甚至於投放原子彈的恐嚇的陰影當中所形成的這段記憶已經無法將其抹煞。北韓政府一直銘記著自己當年沒有取得勝利的教訓，在停戰協定簽署之後半個世紀致力於發展防空設施和地下設施的建設，以及最後發展核武，以確保北韓不會再次重蹈覆轍。……在北韓民衆看來，沒有比「與美國發生戰爭」更容易使得焦慮與對北韓境外威脅的恐懼之情油然而生，這樣的情感不會隨著協定的簽署以及時間的流逝而消逝。 | ” |

在北韓民衆和一些分析家的立場上來看，美國僅僅是在表面上在講「精準轟炸」，然而實際上卻是刻意針對民用設施發動轟炸行動，由此造成戰時北韓平民居高不下的傷亡率和北韓城市的高損毀率，這是板上釘釘的戰爭罪罪行。美國東亞研究者、歷史學家布魯斯·卡明斯甚至將美國的轟炸行動與種族滅絕相提並論。

## 備注
1. ↑  重新評定後由先前估算的75%調整至此。